# 托馬斯·霍拉瓦
托馬斯·霍拉瓦（1988年5月29日—）是一位捷克足球運動員，在場上的位置是中場。他目前效力於捷克足球甲級聯賽球隊比爾森勝利足球俱樂部，同時是捷克U21國家隊的一員。